# لاملو بال
لاملو لافرنس بال (متولد ۲۲ اوت ۲۰۰۱) بازیکن بسکتبال حرفه ای آمریکایی در تیم شارلوت هورنتس از انجمن ملی بسکتبال (ان‌بی‌ای) است. او توسط هورنتس با سومین انتخاب نهایی فراخوان ۲۰۲۰ انجمن ملی بسکتبال انتخاب شد.
بال دبیرستان را در دبیرستان چینو هیلز در چینو هیلز، کالیفرنیا گذراند، جایی که یک برنده عنوان قهرمانی ایالتی شد و به عنوان دانش‌آموز سال اول با برادران بزرگترش لونزو بال و لی‌انجلو، که هر دو بازیکنان فعلی ان‌بی‌ای هستند، به موفقیت ملی دست یافت.

## اوایل زندگی
به محض اینکه قادر به راه رفتن بود توسط پدرش، لاور، بسکتبال آموزش دید. در چهار سالگی با برادران بزرگتر خود، لونزو و لی آنجلو، با حریفان بزرگتر از خود رقابت می‌کردند. او همچنین در پنج سالگی با برادرانش فوتبال بازی می‌کرد اما تمرکزش بر روی بسکتبال معطوف بود. در سال ۲۰۱۳، در حالی که در کلاس هفتم بود، زیر نظر والدینش با برادران خود در یک اتحادیه ورزشی غیرحرفه‌ای برای نوجوانان زیر ۱۷ سال به نام بیگ بالرز وی‌ایکس‌تی شروع به بازی کرد.

## شغل حرفه ای

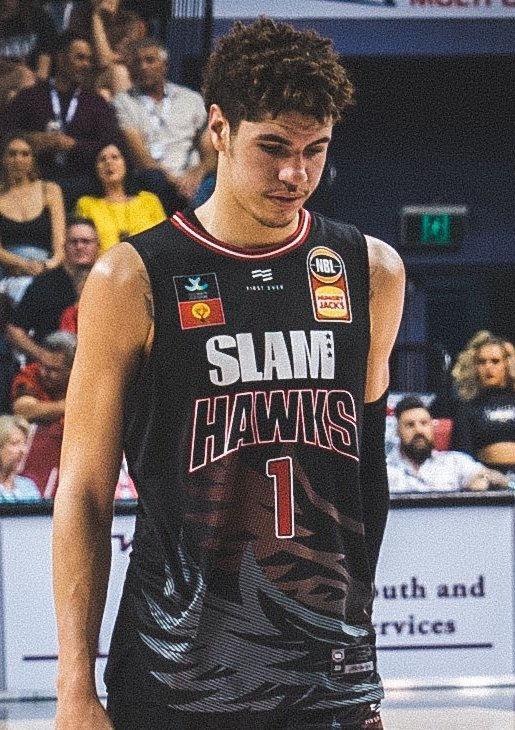
تصویر لاملو بال در اکتبر ۲۰۱۹

### پرینای (۲۰۱۸)
بال با برادرش لی آنژلو در ۱۱ دسامبر ۲۰۱۷ با پرینای از لیگ بسکتبال لیتوانی (ال‌کی‌ال) قرارداد امضا کرد.

### لس آنجلس بالرز (۲۰۱۸)
در تاریخ ۴ مه ۲۰۱۸، با لس آنجلس بالرز از انجمن بسکتبال نوجوانان (جی‌بی‌ای)، لیگ جدیدی که توسط پدرش ایجاد شده بود، قرارداد امضا کرد.

### ایلاوارا هاوکس (۲۰۱۹–۲۰۲۰)
در ۱۷ ژوئن ۲۰۱۹، یک قرارداد دو ساله با ایلاوارا هاوکس از لیگ ملی بسکتبال (ان‌بی‌ال) مستقر در استرالیا امضا کرد.

### ان‌بی‌ای
در روزهای منتهی به فراخوان ۲۰۲۰ ان‌بی‌ای احتمال پذیرش بال بعنوان یک انتخاب نهایی برتر داده می‌شد. در فراخوان ان بی ای، که در ۱۸ نوامبر سال ۲۰۲۰ برگزار شد، بال با سومین انتخاب نهایی توسط شارلوت هورنتس انتخاب شد.

## آمار شغلی

### ان‌بی‌ای
| سال     | تیم       | بازی‌های انجام داده | بازی‌های انجام داده به عنوان بازیکن شروع‌کننده | میانگین دقایق بازی | درصد پرتاب منطقه‌ای٪ | درصد پرتاب منطقه‌ای ۳ امتیازی٪ | درصد پرتاب آزاد٪ | میانگین ریباندها در هر بازی | میانگین پاس‌های منجر به امتیاز در هر بازی | میانگین توپ ربایی‌ها در هر بازی | میانگین بلاک‌ها در هر بازی | میانگین امتیازات در هر بازی |
| ------- | --------- | ------------------ | -------------------------------------------- | ------------------ | ------------------- | ----------------------------- | ---------------- | --------------------------- | ---------------------------------------- | ------------------------------ | ------------------------- | --------------------------- |
| ۲۰۱۹–۲۰ | Illawarra | ۱۲                 | ۱۲                                           | ۳۱٫۲               | .۳۷۷                | .۲۵۰                          | .۷۲۳             | ۷٫۴                         | ۶٫۸                                      | ۱٫۷                            | .۲                        | ۱۷٫۰                        |

### ال‌کی‌ال
| سال     | تیم     | بازی‌های انجام داده | بازی‌های انجام داده به عنوان بازیکن شروع‌کننده | میانگین دقایق بازی | درصد پرتاب منطقه‌ای٪ | درصد پرتاب منطقه‌ای ۳ امتیازی٪ | درصد پرتاب آزاد٪ | میانگین ریباندها در هر بازی | میانگین پاس‌های منجر به امتیاز در هر بازی | میانگین توپ ربایی‌ها در هر بازی | میانگین بلاک‌ها در هر بازی | میانگین امتیازات در هر بازی |
| ------- | ------- | ------------------ | -------------------------------------------- | ------------------ | ------------------- | ----------------------------- | ---------------- | --------------------------- | ---------------------------------------- | ------------------------------ | ------------------------- | --------------------------- |
| ۲۰۱۷–۱۸ | Prienai | ۸                  | ۱                                            | ۱۲٫۸               | .۲۶۸                | .۲۵۰                          | .۷۳۷             | ۱٫۱                         | ۲٫۴                                      | .۸                             | .۱                        | ۶٫۵                         |